# Castello di Cairo Montenotte
Il castello di Cairo Montenotte, detto anche castello Del Carretto - Scarampi per distinguerlo dal "Castellazzo" e dal castello della frazione Carretto, è stato un edificio difensivo situato in posizione dominante sul borgo di Cairo Montenotte, nell'alta val Bormida, in provincia di Savona.

## Storia e descrizione
Il castello fu edificato presumibilmente in un periodo tra l'XI e il XII secolo e divenne la dimora di Ottone Del Carretto dopo la spartizione fra Ottone ed Enrico II dei domini del padre Enrico I Del Carretto, detto il Guercio, deceduto fra il 1184 e il 1186. La costruzione della fortezza-residenza fu alquanto strategica poiché dominante sul borgo di Cairo e soprattutto sulla strada commerciale che conduceva alle località di Cortemilia, Alba e Asti, la cosiddetta Magistra Langarum.
Nel 1214 il marchese Ottone I cedette le proprie terre alla Repubblica di Genova, consolidando il suo potere nella valle della Bormida, e ottenendo in cambio dai genovesi l'investitura ufficiale. Il XIII secolo fu un periodo di prosperità e di celebrità per il borgo di Cairo e del relativo castello in quanto ricevette la visita o il passaggio di numerose e conosciute personalità del tempo tra i quali Corradino di Svevia nel 1268, quest'ultimo imparentato con la famiglia Del Carretto, o poeti, menestrelli e trovatori come Folquet de Romans, Pietro de la Mula e Arnaut Daniel (citato come Arnaldo nel Purgatorio di Dante Alighieri).
Una leggenda popolare narra ancora il passaggio di Francesco d'Assisi nel 1213 che, in visita alla corte di Ottone I, ne guarì la figlia sordomuta come racconta la tradizione; il marchese, per sdebitarsi, avviò poco dopo la costruzione del convento dei frati Francescani dove la famiglia Del Carretto ebbe diritto di sepoltura.
Nel 1322 le proprietà delle terre (e dei rispettivi beni) passarono al marchese Manfredo IV di Saluzzo e ancora tra il 1337 e il 1339 alla famiglia astigiana degli Scarampi che utilizzarono il castello di Cairo, dopo opportune modifiche, come loro residenza.
Fatti d'armi interessarono il castello e Cairo nel XVI e XVII secolo nelle battaglie di successione tra genovesi, francesi, spagnoli e sabaudi. Sarà nell'assedio del 1625 compiuto da Amedeo I di Savoia che il borgo subirà un forte attacco e ancora nel 1627 quando definitivamente dell'antica dimora carrettesca ne rimarranno solo alcuni ruderi. A seguito di ciò gli Scarampi trasferiranno la loro residenza nel borgo cairese, nel palazzo omonimo che nel 1972 in parte verrà convertito in biblioteca comunale.